# Luis Fazio
Luis Fazio, vollständiger Name Luis Manuel Fazio, (* 23. April 1911 in Gerli, Buenos Aires; † unbekannt) war ein argentinischer Fußballspieler.

## Karriere

### Verein
Defensivakteur Fazio, teils auch unter dem Namen Luis María Fazio und mit Geburtsdatum 15. Februar 1918 geführt, gehörte von 1931 bis 1937 CA Independiente aus Avellaneda an. 1935 wurde er mit dem Team unter Trainer Máximo Garay Vizemeister. Dabei lief er in 32 der 34 Partien auf und war somit neben Juan Carlos Corazzo in jener Saison der Spieler mit den meisten Einsätzen. Von 1938 bis in das Jahr 1940 spielte er für den uruguayischen Verein Nacional Montevideo. Mit den „Bolsos“ gewann er die Uruguayische Meisterschaft der Spielzeit 1939. Im Meisterschaftsfinale gegen den Club Atlético Peñarol, das erst im Folgejahr am 28. April ausgetragen wurde, stand er in der Startaufstellung der von Héctor Castro betreuten Elf. Im selben Jahr wechselte er zurück in seine argentinische Heimat und war bis 1941 erneut bei CA Independiente in der Primera División aktiv. Während seiner gesamten Zeit bei CA Independiente absolvierte er zwischen seinem Debüt am 5. Juli 1931 gegen Club Atlético Atlanta und seinem letzten Einsatz am 26. Oktober 1941 gegen Racing 193 Partien und schoss zwei Tore.

### Nationalmannschaft
Fazio gehörte der A-Nationalmannschaft Argentiniens an. Mit der Albiceleste nahm er an der Südamerikameisterschaft 1937 teil, bei der Argentinien den Titel gewann. Fazio lief in drei Turnier-Begegnungen – darunter das Finale – auf. Ein Tor schoss er nicht.

### Erfolge
- Südamerikameister: 1937
- Uruguayischer Meister: 1939